# Taggart Lake
Der Taggart Lake ist ein See im Grand-Teton-Nationalpark im Westen des US-Bundesstaates Wyoming. Der durch Gletscher geformte See liegt an der Ostseite der Teton Range, am östlichen Ende des Avalanche Canyons unterhalb des Nez Perce Peak. Der Bradley Lake liegt 2,4 km nördlich des Sees. Der Taggart Lake kann über den 4,8 km langen Taggart Lake Trail erreicht werden, der am Taggart Lake Trailhead im Jackson Hole startet. Beliebt ist auch der 8,9 km lange Rundweg, der an beiden Seen vorbeiführt. Der Taggart Lake liegt auf einer Höhe von 2101 m über dem Meeresspiegel und entwässert sich über den bereits aus dem Avalanche Canyon in den See hineinfließenden Taggart Creek in den Cottonwood Creek, einen Nebenfluss des Snake Rivers.

## Belege
1. ↑  Naturalatlas: Taggart Lake. Abgerufen am 23. Juni 2021 (englisch).
2. ↑  Taggart Lake Trail (U.S. National Park Service). Abgerufen am 23. Juni 2021 (englisch).
3. ↑  Geonames: Taggart Lake. Abgerufen am 23. Juni 2021.